# Walter Cahn
Walter Benedict Cahn (24 septembre 1933 - 29 mai 2020) est un médiéviste et historien de l'art américain d'origine allemande. Il était professeur Carnegie d'histoire de l'art à l'université Yale,.

## Biographie
Walter Cahn est né à Karlsruhe le 24 septembre 1933. Sa famille juive a fui en France en 1939 ; ses parents sont morts déportés ; lui et son frère ont survécu à Moissac et, après la fin de la Seconde Guerre mondiale, ont émigré aux États-Unis en 1948,. Walter Cahn a fait ses études à l'Institut Pratt de 1952 à 1956. Il a servi de 1956 à 1958 dans le Corps médical de l'armée des États-Unis, au Walter Reed Army Medical Center En 1958, il s'inscrit au New York University Institute of Fine Arts de l'université de New York ; il  obtient  son doctorat en 1967 avec une thèse sur la Bible de Souvigny intitulée Souvigny Bible — A Study in Romanesque Manuscript Illumination. Il a été d'abord lecteur sénior  au Ravensbourne College of Art, Bromley, Kent (Angleterre) (1963-1965), puis il enseigne à Yale à partir 1965, et où il passe le reste de sa carrière universitaire. Il est acting instructor (1965-1967) puis professeur assistant (1967-1968), professeur associé (1968-1976) professeur (1976- 1986). En 1986, il est nommé Carnegie Professor of the History of Art, poste qu'il occupe jusqu'à sa retraite en 2002.
Walter a bénéficié d'une bourse Fulbright à Paris (1962-1963) ; professeur associé invité à l'université Columbia (1974) ; boursier John Simon Guggenheim (1981) ; et maître de conférences au Centre d’études supérieures de civilisation médiévale de l'université de Poitiers (1981).

## Activités scientifiques
Walter a été rédacteur en chef ou membre du comité de rédaction de publications tels que Gesta, The Art Bulletin et « Arte medievale. Periodica internazionale di critica dell'arte medievale », dont un rôle de rédacteur-en-chef de The Art Bulletin (1988-1991). Il a également été conseiller scientifique pour la revue Histoire de l'art (1997-2002).
Cahn a été membre du conseil de l'Académie médiévale d'Amérique de 1984 à 1987. Cahn a été élu fellow de l'Académie médiévale d'Amérique en 1989.
Une exposition à la bibliothèque Beinecke de l'université Yale a eu lieu en 2003 en l'honneur de Cahn. En 2014, Cahn a été élu membre de l'American Academy of Arts and Sciences.

## Publications (sélection)
Une liste de publication est parue dans :
- Elizabeth. Sears, « A Bibliography of the Writings of Walter Cahn. », dans Colum Hourihane(éditeur), Romanesque Art and Thought in the Twelfth Century: Essays in Honor of Walter Cahn., University Park, Penn State Press, 2008,, p. 24-30.
- Walter Cahn, The Souvigny Bible: A Study in Romanesque Manuscript Illumination, New York University, 1967
- Walter Cahn, Masterpieces: Chapters on the History of an Idea, Princeton University Press, 1979
- Walter Cahn, La Bible romane, Fribourg, Office du livre et Paris, éd. Vilo, 1982, 304 p.
- Walter Cahn, Romanesque manuscripts. The Twelth Century (A Survey of illuminated manuscripts in France), Londres, Harvey and Miller Publishers, 1996, 2 vol. 256 et 244 p. [présentation en ligne][10]
- Walter Cahn, Romanesque Bible Illumination, Cornell University Press, 1982
- Walter Cahn et Linda Seidel, Romanesque Sculpture in American Collections, 2 volumes, Franklin, 1979ff
- Walter Cahn, The Romanesque Wooden Doors of Auvergne, New York University Press/College Art Association of America, 1974
- Cornelius Vermeule, Walter Cahn et Rollin Van N. Hadley, Sculpture in the Isabella Stewart Gardner Museum, Boston, The Isabella Stewart Gardner Museum, 1977 (ISBN 978-0914660040).
- Walter Cahn, « Schapiro and Focillon », Gesta, nos 41/42,‎ 2002.